# Windmühle Kollmar

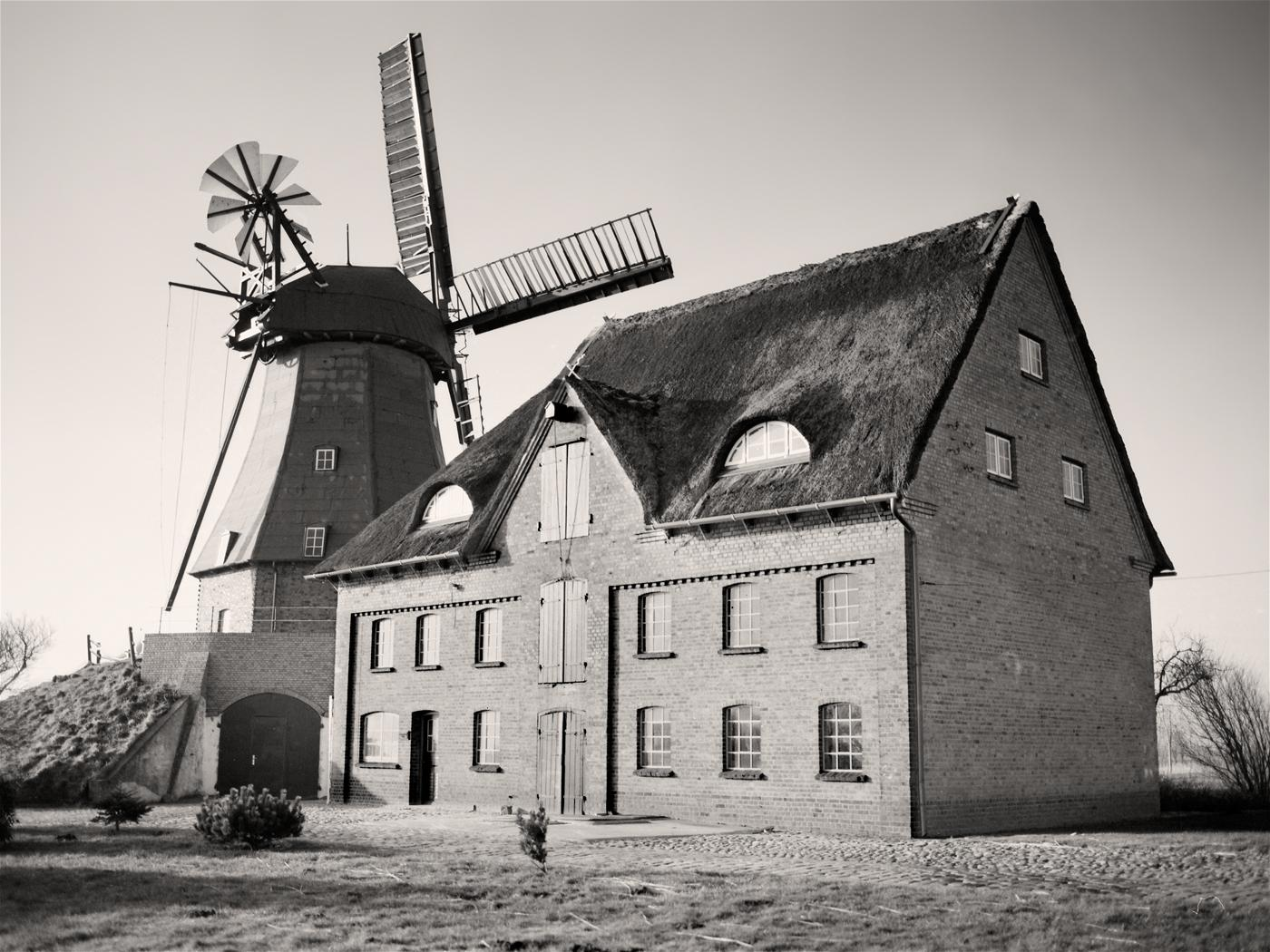
Die Mühle mit Speichergebäude 1981

Die ehemalige Windmühle in Kollmar (Kreis Steinburg) war eine Erdwallholländermühle mit Windrose. Zusammen mit dem Müllerhaus und dem danebenstehenden Speichergebäude war das Ensemble bis 2003 eine der wenigen erhaltenen historischen Mühlenanlagen in Schleswig-Holstein. Es wurde über Jahre mit Mitteln der Denkmalpflege instand gesetzt und erhalten.

## Geschichte
Die Geschichte der Mühlenanlage reicht bis 1692 zurück. 1815 wurden Windmühle und Müllerhaus neu errichtet. Im selben Jahr musste das in Kollmar 1586 gebaute Schloss Oevelgönne wegen Baufälligkeit abgerissen werden. Baureste des Schlosses fanden Verwendung beim Bau des Müllerhauses. Die Pilaster am Türrahmen des Hauses stammen z. B. vom Schloss. 1928 entstand das reetgedeckte Speichergebäude im neubarocken Baustil.

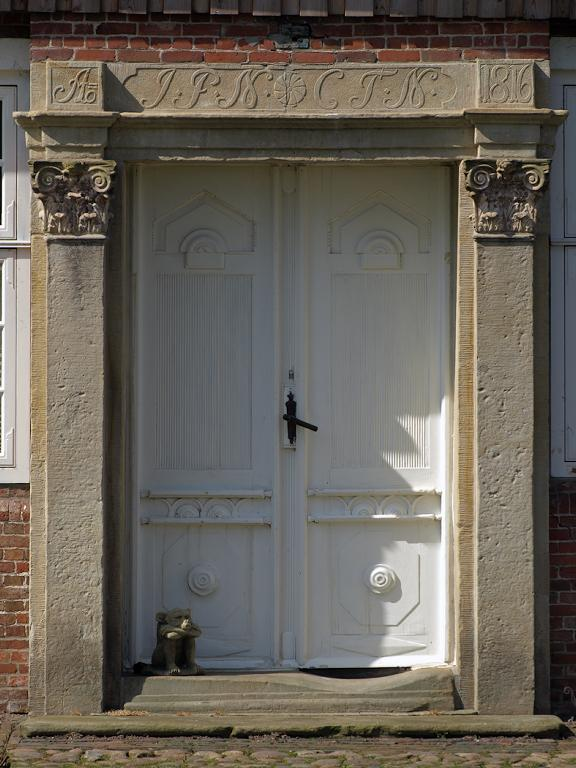
Türrahmen vom ehem. Schloss am Müllerhaus
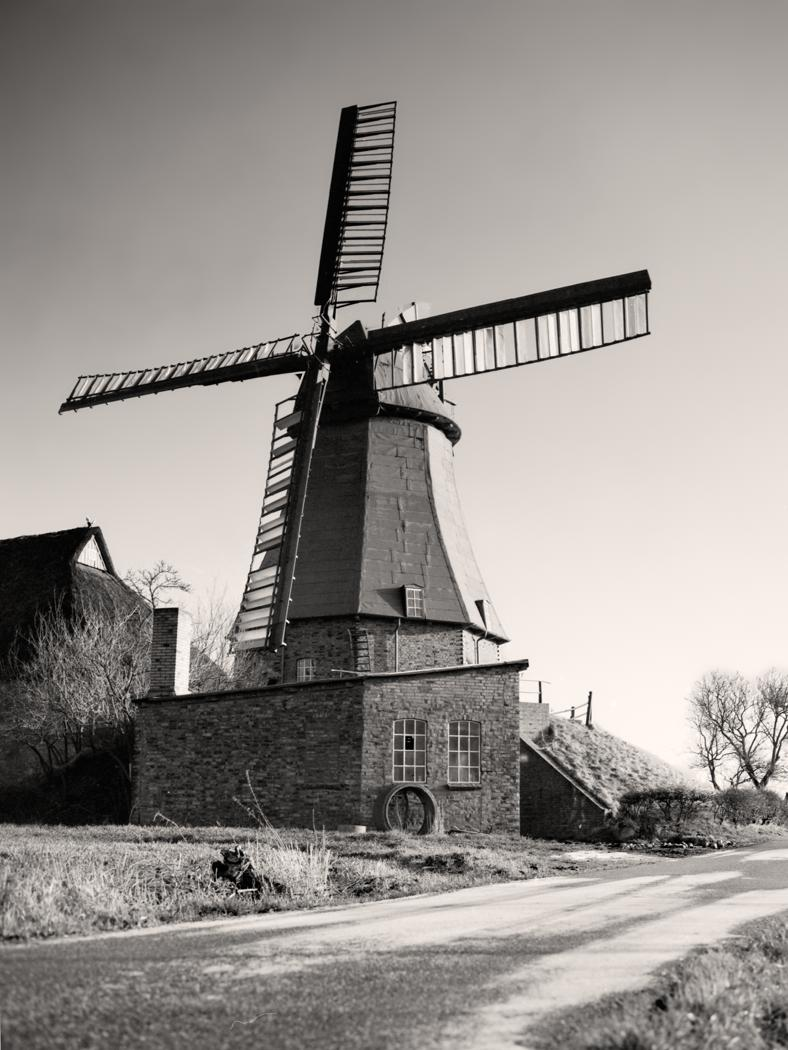
Mühle im Jahr 1981 von Süden aus gesehen

Ein Brand zerstörte am 19. November 2003 die Windmühle und das Speichergebäude vollständig.  Das Müllerhaus wurde erheblich beschädigt.